# Casearia aculeata
Casearia aculeata là một loài thực vật có hoa trong họ Liễu. Loài này được Jacq. mô tả khoa học đầu tiên năm 1760.